# Сомерсет (Нью-Йорк)
Сомерсет (англ. Somerset) — місто (англ. town) в США, в окрузі Ніагара штату Нью-Йорк. Населення — 2597 осіб (2020).

## Демографія
Згідно з переписом 2010 року, у місті мешкали 2662 особи в 988 домогосподарствах у складі 732 родин. Було 1141 помешкання
Расовий склад населення:
| - 97,1 % — білих - 0,7 % — чорних або афроамериканців - 0,6 % — корінних американців - 0,3 % — азіатів |

До двох чи більше рас належало 1,1 %. Частка іспаномовних становила 3,2 % від усіх жителів.
За віковим діапазоном населення розподілялося таким чином: 25,9 % — особи молодші 18 років, 60,5 % — особи у віці 18—64 років, 13,6 % — особи у віці 65 років та старші. Медіана віку мешканця становила 41,5 року. На 100 осіб жіночої статі у місті припадало 101,1 чоловіків;  на 100 жінок у віці від 18 років та старших — 101,1 чоловіків також старших 18 років.
Середній дохід на одне домашнє господарство  становив 70 086 доларів США (медіана — 55 880), а середній дохід на одну сім'ю — 76 304 долари (медіана — 60 329). Медіана доходів становила 46 161 долар для чоловіків та 40 893 долари для жінок. За межею бідності перебувало 9,3 % осіб, у тому числі 9,3 % дітей у віці до 18 років та 2,0 % осіб у віці 65 років та старших.
Цивільне працевлаштоване населення становило 1163 особи. Основні галузі зайнятості: виробництво — 21,2 %, освіта, охорона здоров'я та соціальна допомога — 17,6 %, роздрібна торгівля — 12,2 %, сільське господарство, лісництво, риболовля — 9,0 %.